# Peugeot 207
|  | For den sydamerikanske Peugeot 207 Compact, se Peugeot 206#206+. |
Peugeot 207 er en minibil fra den franske bilfabrikant Peugeot og efterfølgeren for Peugeot 206, som er og var en af de mest solgte biler i Europa. Udover på fabrikkerne i Poissy og Madrid bygges hovedparten af bilerne på den i juni 2006 åbnede fabrik Trnava (Tyrnau) i Slovakiet, hvor der i slutmonteringen beskæftiges 3500 personer. Fabrikken kostede 700 millioner euro og erstattede den i januar 2007 nedlagte engelske Peugeot-fabrik Ryton-on-Dunsmore, hvor 206 siden midten af 1998 var blevet bygget med 2300 beskæftigede. I Brasilien findes bilen også i en pickup-version kaldet Peugeot 207 Hoggar.
Efterfølgeren 208 kom på markedet i april 2012. Den tre- og femdørs 207 fortsatte frem til juni 2012 med begrænset motorudvalg, SW fortsatte i specialudgaven Forever frem til juni 2013 og blev herefter afløst af Peugeot 2008, mens CC-modellen indtil videre fortsætter uændret.

## Historie
Bilen blev præsenteret på Geneve Motor Show i marts 2006 og kom ud til Peugeot-forhandlerne den 6. maj 2006.
Peugeot 207 er større i forhold til forgængeren: 4,03 m længde, 1,72 m bredde, 1,47 m højde og 2,54 m akselafstand.
Teknisk set er 207 bygget på samme platform som PSA-søstermodellen Citroën C3. I starten fandtes modellen med fem forskellige motorer: 1,4 benzin med 73 eller 88 hk, 1,6 benzin med 109 hk samt 1,6 Turbo med 150 hk. Derudover fandtes der en dieselmotor, 1,6 HDi med 90 eller 109 hk. Alle dieselmodeller har som standard partikelfilter efter faceliftet i december 2009 (FAP). I starten af 2007 introduceredes to nye benzinmotorer, en 1,4 med 95 hk og en 1,6 med 120 hk. Disse motorer er udviklet i samarbejde med BMW og udmærker sig ved et lavt brændstofforbrug.

## Modelvarianter
207 sælges afhængig af udstyrsvariant med to forskellige frontpartier, som Peugeot betegner som "klassisk" hhv. "sportslig" version.
Coupé-cabrioleten 206 CC blev i april 2007 afløst af 207 CC. Den fra maj 2007 solgte 207 RC er forsynet med en 1,6-liters turbomotor med 174 hk, udviklet i joint venture med BMW. I sensommeren 2007 kom 207 SW med glastag på markedet.
- Bagfra
- Peugeot 207 CC (2007–2009)
- Peugeot 207 SW (2007–2009)
- Peugeot 207 RC (2007–2009)
- Interiør

### Facelift
I December 2009 fik 207-serien et facelift, som medførte modificerede forlygter, baglygter og skørter.
I Kina findes 207 også som sedan.
- Peugeot 207 femdørs (2009–2012)
- Bagfra
- Peugeot 207 CC (2009−)
- Peugeot 207 SW (2009−2013)
- Peugeot 207 CC Roland Garros (2012)
- Bagfra

## Motorer[4][5][6]
| Model         | Cylindre | Ventiler | Slagvolume cm³ | Max. effekt kW (hk) / omdr. | Max. drejningsmoment Nm / omdr. | Motorkode | 0-100 km/t sek. | Topfart km/t | Byggeår     | Modelvarianter    |
| ------------- | -------- | -------- | -------------- | --------------------------- | ------------------------------- | --------- | --------------- | ------------ | ----------- | ----------------- |
| Benzinmotorer |          |          |                |                             |                                 |           |                 |              |             |                   |
| 1.4           | 4        | 8        | 1360           | 54 (73) / 5400              | 118 / 3300                      | TU3 JP    | 14,5            | 170          | 2006 −      | Hatchback, SW     |
| 1.4           | 4        | 16       | 1360           | 65 (88) / 5250              | 133 / 3250                      | ET3 J4    | 12,7            | 180          | 2006 − 2007 | Hatchback         |
| 1.4 VTi       | 4        | 16       | 1397           | 70 (95) / 6000              | 136 / 4000                      |           | 11,5            | 185          | 2007 − 2010 | Hatchback, SW     |
| 1.4 VTi       | 4        | 16       | 1397           | 72 (98) / 6000              | 136 / 4000                      |           | 11,5            | 185          | 2010 −      | Hatchback, SW     |
| 1.6           | 4        | 16       | 1587           | 80 (109) / 5800             | 147 / 4000                      | TU5 J4    | 10,6            | 194          | 2006 − 2007 | Hatchback, SW     |
| 1.6 VTi       | 4        | 16       | 1598           | 88 (120) / 6000             | 160 / 4250                      |           | 9,6             | 200          | 2007 −      | Hatchback, SW, CC |
| 1.6 THP       | 4        | 16       | 1598           | 110 (150) / 5800            | 240 / 1400                      | EP6 DT    | 8,1             | 210          | 2006 − 2010 | Hatchback, CC     |
| 1.6 THP       | 4        | 16       | 1598           | 115 (156) / 6000            | 240 / 1400                      | EP6 DT    | 8,1             | 210          | 2010 −      | Hatchback, CC     |
| 1.6 THP RC    | 4        | 16       | 1598           | 128 (174) / 6000            | 240 / 1600                      | EP6 DTS   | 7,1             | 220          | 2006 − 2010 | Hatchback, SW     |
| Dieselmotorer |          |          |                |                             |                                 |           |                 |              |             |                   |
| 1.4 HDi       | 4        | 8        | 1398           | 50 (68) / 4000              | 160 / 2000                      | DV4 TD    | 15,1            | 166          | 2006 − 2012 | Hatchback         |
| 1.6 HDi       | 4        | 16       | 1560           | 66 (90) / 4000              | 215 / 1750                      | DV6 ATED4 | 11,5            | 182          | 2007 − 2010 | Hatchback, SW, CC |
| 1.6 HDi       | 4        | 8        | 1560           | 68 (92) / 4000              | 230 / 1750                      |           | 11,7            | 185          | 2010 −      | Hatchback, SW, CC |
| 1.6 HDi       | 4        | 16       | 1560           | 80 (109) / 4000             | 240 / 1750                      | DV6 TED4  | 10,1            | 193          | 2006 − 2010 | Hatchback, SW, CC |
| 1.6 HDi       | 4        | 8        | 1560           | 82 (112) / 4000             | 270 / 1750                      |           |                 |              | 2010 −      | Hatchback, SW, CC |